# 小虢國
小虢国，西虢国东迁后，残存于西虢故地支庶一族的国家，小虢国紧邻秦都平阳（今陕西宝鸡东南）。前687年（周庄王十年、鲁庄公七年、秦武公十一年）被秦武公所灭，以之为邑。《史记正义》引《舆地志》记载其为游牧民族占据西虢故地建立的国家，也有认为此观点有误。